# راسل تاد
راسل تاد (انگلیسی: Russell Todd؛ زادهٔ ۱۴ مارس ۱۹۵۸) یک هنرپیشه اهل ایالات متحده آمریکا استد.
از کارهای معروف او می‌توان به بازی در فیلم می‌داند که تنها هستی اشاره کرد.